# باشگاه ورزشی کرنیا
باشگاه ورزشی کرنیا (انگلیسی: UE Cornellà) یک باشگاه فوتبال مستقر در کرنیا د یبرگات، اسپانیا است که در حال حاضر در سگوندا فدراسیون، چهارمین سطح لیگ فوتبال در این کشور به فعالیت می‌پردازد.

## تاریخچه
باشگاه ورزشی کرنیا در ۲۹ آوریل ۱۹۵۱ با ادغام باشگاه اتلتیکو پادرو و آکادمی جونینت تأسیس شد. از زمان تأسیس، این باشگاه در مسابقات منطقه‌ای و ترسرا دیویسیون شرکت کرد تا فصل ۲۰۱۳/۲۰۱۴ که به صعود تاریخی به سگوندا دیویسیون بی دست یافت.
در ۶ ژانویه ۲۰۲۱، کرنیا با نتیجه ۱–۰ یکی از غول‌های لا لیگا، باشگاه فوتبال اتلتیکو مادرید را در دور دوم کوپا دل ری غافلگیر کرد. آنها در دور بعدی توسط بارسلونا حذف شدند، زیرا نتیجه نهایی پس از وقت اضافه ۲–۰ بود.

### زمینه باشگاه
- یونیون دپورتیوا کرنیا (۱۹۵۱–۱۹۹۹)
- یوتیو اسپورتیوا کرنیا (۱۹۹۹–اکنون)